# Убийца служанок
«Убийца служанок» (англ. Servant Girl Annihilator или «Остинский убийца с топором» (англ. Austin Axe Murderer) и «Полуночный убийца» (англ. Midnight Assassin) - американский серийный убийца (или группа убийц), державший в страхе жителей Остина, штат Техас, в 1884—1885 годах.

## Преступления
Считается, что от его рук погибли по крайней мере восемь человек, главным образом девочки-служанки. Он нападал на спящих женщин прямо в кровати, насиловал их, а потом убивал топором. Нескольким жертвам убийца наносил удары в ухо или в лицо чем-то вроде заточки. В 1884 году его первой жертвой стала Молли Смит. Последние убийства произошли спустя год после первого. Подозреваемых по этому делу было много, но никого так и не признали виновным. За поимку преступника власти предлагали вознаграждение. Люди стали проявлять большую осторожность по ночам. Все таверны закрывались уже в полночь.

## Связь с Джеком Потрошителем
Преступления «Убийцы с топором» представляли ранний пример серийного убийцы в Соединенных Штатах. Убийства были совершены за три года до того, как в Лондоне появился Джек Потрошитель. Некоторые люди пытались доказать, что «Убийца с топором» и Джек Потрошитель — один и тот же человек.

## Список жертв
- В ночь 30 декабря 1884 года Молли Смит подверглась нападению убийцы. Её голова была изрублена топором, а ночная рубашка изорвана в клочья. Вместе с Молли нападению подвергся её муж Уолтер Спенсер. Мужчина был ранен.
- 6 мая 1885 года убийца напал на служанку Элизу Шелли.
- 23 мая 1885 года убийца напал на Ирен Кросс.
- В августе 1885 года убийца напал на Ребекку Рэми и её 11-летнюю дочь Мэри. Девочка погибла. Ошеломлённая мать не смогла описать преступника.
- 26 сентября 1885 года нападению подверглись Грейси Вэнс, Орандж Вашингтон, Лусинда Бодди и Пэтси Гибсон. Вэнс и Вашингтон были смертельно ранены.
- В сочельник (ночью 24 декабря) 1885 года убийца напал на Сью Хэнкок и её мужа, а затем на супружескую пару Юлы и Джимми Филлипсов.